# 白珽
白珽（1248年—1328年），字廷玉，號湛淵，晚年號棲霞山人，祖籍太原文水（今屬山西），南渡後居錢塘（今浙江杭州），元朝江浙儒學副提舉、蘭溪州判官，著有《湛淵集》八卷，今存《湛淵遺稿》和《湛淵靜語》各一卷。

## 生平
白珽五歲能屬對，八歲就能賦詩，十三歲進入太學。南宋咸淳年間，白珽以詩聞名，與仇遠並稱，時人稱仇白。南宋滅亡後，丞相伯顏舉薦白珽擔任安豐縣丞，白珽沒有接受。
至元二十四年（1287年），白珽參加吳渭主持的月泉吟社 ，得十八名。至元二十四年丁亥十二月二十日（1288年1月24日），適逢大雪，仇遠與鮮于樞、鄧文原、金應桂與白挺等人，以「飛入園林總是春」為韻，各人賦五言。白珽作《武林勝集得春字》。
李衎擔任江浙平章時舉薦白珽，白珽擔任太平路儒學正，任職屆滿後於大德四年（1300年）轉任常州路教授，後升任江浙等處副提舉，遷任淮東鹽倉大使，最後在擔任蘭溪州判官時致仕，其詩文為時人所倚重，方回稱其冠絕古今。

## 軼事
白珽因家住在西湖邊，泉水從西邊竺山，聚集至家門，白珽命名為湛淵，並自號湛淵，並將自己的所作的雜記集叫做《湛淵靜語》。

## 作品

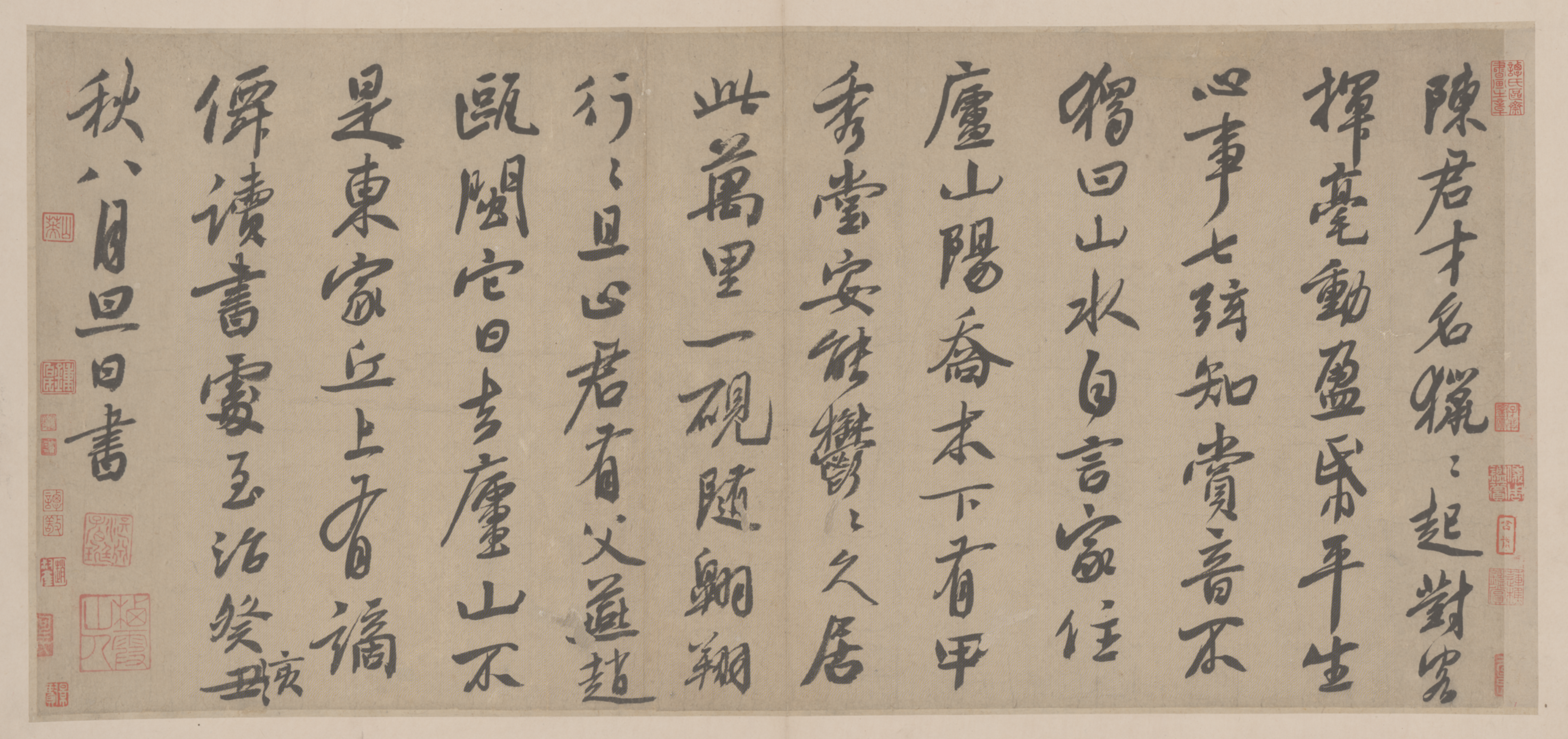
白珽《陳君詩帖》，行書，縱31.2公分，橫68.2公分，現藏於北京故宮博物院

白珽的《西湖賦》，描寫杭州西湖的文章，約萬餘字，記述西湖的自然風光和歷史古蹟。（2006年書畫家張光賓捐贈隸書作品《元人白珽西湖賦》八尺32條屏給他的母校杭州中國美術學院典藏，來年3月出版《隸書白湛淵西湖賦》。）
至治三年（1323年），白珽寫給陳徵一首七言古詩《陳君詩帖》。該作品著錄於清安岐的《墨緣匯觀》和完顏景賢的《三虞堂書畫目》，現藏於北京故宮博物院。

## 子
- 白賁，原名徵，字無咎，號素軒，曾任文林郎南安路總管府經歷。[13][14]